# Gemeinnützige Wohnungsbaugenossenschaft Hannover-Ost
Die Gemeinnützige Wohnungsbaugenossenschaft Hannover-Ost in Hannover, kurz Wobau Hannover-Ost oder Wobau Hannover, ist eine Ende des 19. Jahrhunderts gegründete Wohnungsbaugenossenschaft. Die gemeinnützige eingetragene Genossenschaft verwaltet Wohnungen ihrer Genossen in den hannoverschen Stadtteilen Anderten, Misburg-Nord und Misburg-Süd sowie in der Stadt Sehnde. Sitz der Verwaltung ist die Lange Straße 1 im Stadtteil Anderten.

## Geschichte

### Industrialisierung, Einwanderung und Wohnungsnot
Nachdem sich in der Gründerzeit des Deutschen Kaiserreichs ab 1878 mit der Gründung zunächst der Hannoverschen Portland-Cementfabrik im Raum Misburg die Zementindustrie bei Hannover zu etablieren begann, entwickelte sich die das damalige Dorf Misburg, das im Zuge der Industrialisierung bis 1871 auf gerade mal 451 Einwohner angewachsen war, rasant zu einem der größten Industrie-Standorte im Landkreis Hannover.
„Da die Zementfabriken ohne größere Maschinen produzierten, benötigten sie sehr viele Arbeitskräfte“. Doch die vormals kleine Dorfgemeinschaft mit nur wenigen Bauern konnte den Bedarf an Arbeitern – gesucht waren vor allem nicht oder nur gering qualifizierte Arbeiter – nicht decken. Daher wurden Werber nach Ostpreußen und bis in die Provinz Posen nach Polen gesandt, um Arbeiter nach Misburg zu locken. Obwohl die Anwerbung ausländischer Arbeitnehmer seinerzeit eigentlich generell untersagt war, immigrierten allein bis zum Jahr 1890 rund 600 Arbeiter aus den dörflichen „Ostprovinzen“ nach Misburg, tatsächlich aber zumeist alleinstehende Männer katholischen Glaubens – und anfangs ohne deutsche Sprachkenntnisse.

Um 1910: Die „Portland-Cementindustrie Hannover-Misburg“ mit den damaligen Schutzmarken der verschiedenen Hersteller;
Illustrirte Zeitung Nr. 3538, Sondertitel Hannover und Grenzgebiete. 20. April 1911, mit Künstlersignatur der Grafikerin Änne Koken

Die bald 2000 Zuwanderer wurden anfangs in einfachen Massenunterkünften untergebracht, ähnlich wie etwa in Bottrop im Ruhrgebiet. Die Zementfabriken Germania und Kronsberg richteten für ihre fast durchgängig für Niedriglöhne arbeitenden Tagelöhner auf den eigenen Firmengeländen Arbeiterhäuser und Baracken ein. Die Hannoversche Portland pachtete gar eine Scheune, die dann sogenannte „Alte Kantine“. Teilweise „wohnten“ Hunderte von Menschen in so einer Kantine, bis zu zwanzig Menschen in einem Schlafraum, und konnten sich – gegen gesonderte Bezahlung – in einem gemeinsamen Speisesaal verpflegen lassen.
1885 wurde Misburg politisch in den Landkreis Hannover eingegliedert, und am 22. September 1888 durch ein neues Ortsstatut als Gemeinde die erste Kommunalwahl nach dem Dreiklassenwahlrecht durchgeführt.
Ab 1893 wurden die ersten Kinder polnischer Einwanderer in Misburg geboren, obwohl die zumeist ebenfalls aus Polen eingewanderten Frauen ebenfalls arbeiten mussten, zumeist als sogenannte „Spargelhühner“ in der umliegenden Landwirtschaft oder bei der Döhrener Wolle.

### Gründung und frühe Gebäude
Durch den unaufhörlichen Zustrom von Arbeitern vor allem zur Zementindustrie war die allgemeine Wohnungsnot in Misburg, aber auch im angrenzenden Anderten, immer unerträglicher geworden, bis sich die Misburger Gemeinde an die Regierung der Provinz Hannover wandte. So wurde am 30. September 1898 eine Versammlung einberufen, die aus Vertretern der königlich-preußischen Regierung zu Lüneburg und Hannover, der Landesämter von Burgdorf und Hannover, den Behörden von Anderten und Misburg sowie aus Vertretern der Zementfabriken bestand. Dabei beschloss die Versammlung, für die Gemeinden Anderten und Misburg nur eine einzige Baugenossenschaft, allerdings mit Sitz in Misburg gründen zu wollen.
Auf Anregung des Königlichen Regierungs- und Gewerberats Karl Hartmann fand bereits am 21. Dezember 1898 eine weitere Versammlung in Misburg statt, in deren Folge die konstituierende Generalversammlung am 5. Januar 1899 abgehalten werden konnte. Unter den sofort eintretenden 75 Mitgliedern waren 60 Arbeiter, während Regierungsrat Hartmann, der etwa zur gleichen Zeit nach Berlin versetzt werden sollte, seine Wahl zum Aufsichtsratsvorsitzenden annahm. Zu seinem Stellvertreter Fabrikdirektor Max Kuhlemann gewählt, der schon zuvor den Vorstand der Hannoverschen Portland-Cementfabrik AG übernommen hatte. Wesentlich beteiligt an der Gründung der Baugenossenschaft war auch der Leiter der hannoverschen Landesversicherungsanstalt, der Geheime Regierungsrat Wilhelm Liebrecht. Der „[...] Oberrevisor Wollenweber“' übernahm die Buchhaltung für den frisch gegründeten Gemeinnützigen Bauverein Misburg-Anderten.
Großes Ansehen bei den Misburgern erlangte neben Max Kuhlemann auch „[...] der Bauingenieur Hösch“; den beiden gelang es, gemeinsam mit vier Bauunternehmern, innerhalb kürzester Zeit die ersten 33 Arbeiterhäuser zu errichten. Nach Zahlung von 200 Mark „[...] für den Erwerb der Arbeiterhäuser“ konnten schon am 1. Oktober 1899, kaum zehn Monate nach der Gründung der Baugenossenschaft, 66 Arbeiterfamilien „ihre“ neuen Wohnungen beziehen. Die Einweihung wurde im Gasthaus bei Meyers Garten gefeiert.
Die eigentliche Straße für die ersten Genossenschaftshäuser wurde erst im Folgejahr 1900 befestigt und – zu Ehren des um die Genossenschaft verdienten Königlichen Regierungs- und Gewerberats Karl Hartmann – Hartmannstraße benannt. Im selben Jahr wurde auch die Max-Kuhlemann-Straße angelegt sowie die nach dem Geheimen Regierungsrat Wilhelm Liebrecht benannte Liebrechtstraße.
Während nun auch das Portland Zementwerk Teutonia um 1900 ein werkseigenes Arbeiterwohnhaus unter der – heutigen – Adresse Lohweg 12–20 errichtete, entstand rund um die 1905 fertiggestellte, katholische Herz-Jesu-Kirche die überwiegend von katholischen Zementwerk-Arbeitern aus den ostdeutschen Gebieten sowie aus Polen bewohnte Wohnsiedlung Jerusalem in Misburg-Süd. Dort lebten 1915 – also mitten im Ersten Weltkrieg – bald 1000 Katholiken.

### Nach dem Ersten Weltkrieg

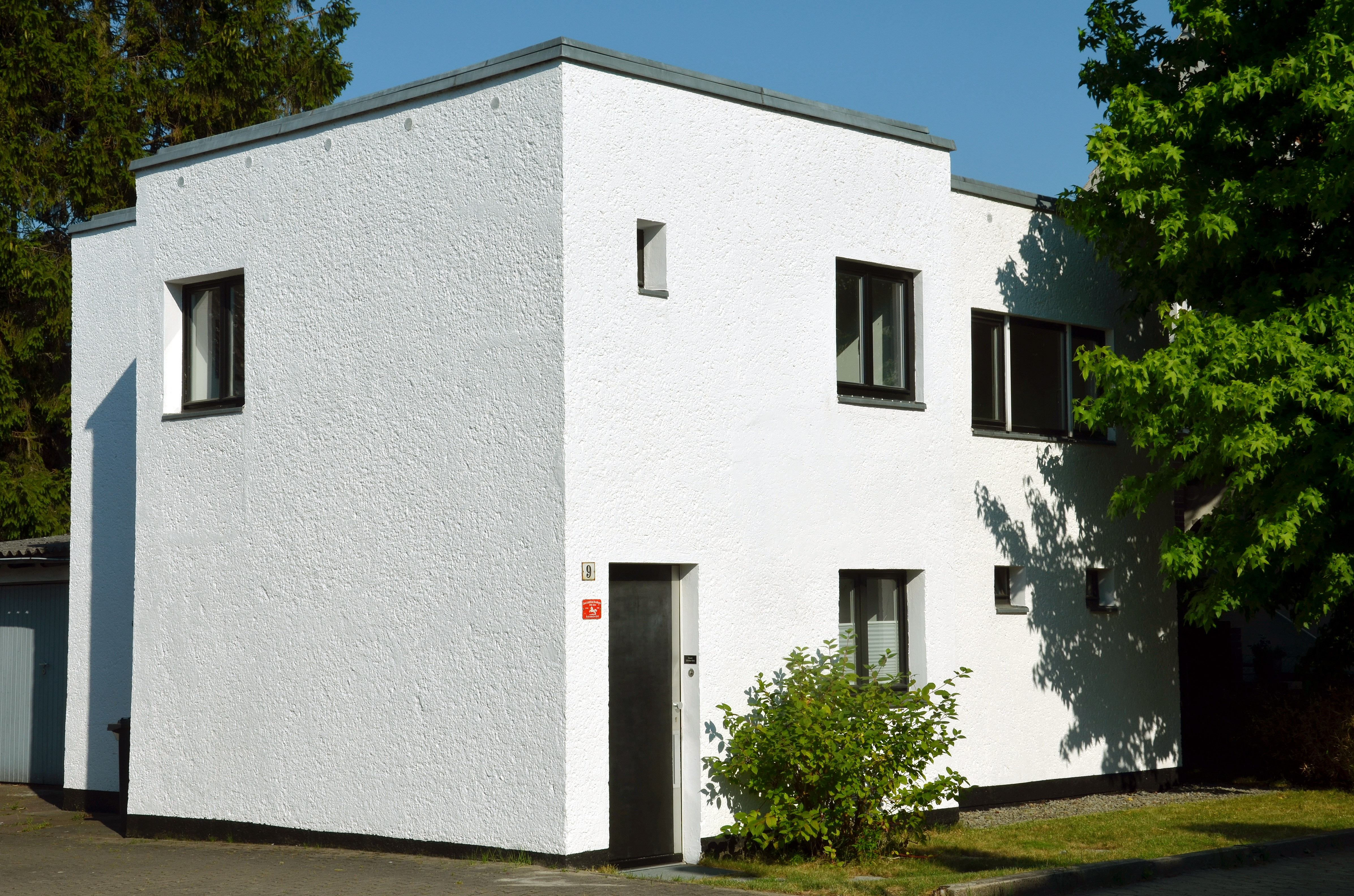
1944 mit der Genossenschaft Heimfrieden übernommen: Das denkmalgeschützte, von Otto Haesler im Sinne des Neuen Bauens errichtete nahezu kubische Einfamilienhaus Kleinertstraße 9 im heutigen Misburg-Nord

Während sich die Bautätigkeit der Genossenschaft vor 1918 vor allem auf Misburg-Süd konzentriert hatte, kamen nach dem Ersten Weltkrieg und ab 1919 zusätzliche Objekte in Misburg-Nord hinzu: Kriegsbeschädigte und Hinterbliebene hatte den damaligen „[...] Misburger Gemeindevorsteher Gustav Bratke um Unterstützung bei der Beschaffung von günstigem Bauland gebeten.“
Zur Zeit des Nationalsozialismus und in der Zeit der Luftangriffe auf Hannover während des Zweiten Weltkrieges wurde die Wohnungsgenossenschaft „Heimfrieden“ 1944, ebenso wie der Gemeinnützige Bau- und Sparverein Anderten-Höver und der Gemeinnützige Bauverein Misburg-Anderten, aufgrund einer Verfügung der Reichsregierung fusioniert mit neuer Rechtsform und unter dem neuen Namen Wohnungsgenossenschaft Misburg-Anderten e.GmbH. Diese übernahm damit eine noch während der Weimarer Republik und inmitten der Weltwirtschaftskrise errichtete Gebäudegruppe, die „[...] als einmalig und besonders bedeutsam für den Einfamilienhausbau dieser Zeit herauszustellen“ ist: Die von Otto Haesler im Sinne des Neuen Bauens heute denkmalgeschützten Gebäude in der Kleinertstraße.
1963 wurde beiderseits der Grenzstraße, die an der ehemaligen Stadtgrenze zu Hannover lag, die Straße Im Heimfrieden angelegt.
Nachdem bereits ab 1970 Eigentumswohnungen, Einfamilienhäuser und Seniorenwohnungen gebaut wurden, gründete sich 1972 durch den Zusammenschluss mit der Baugenossenschaft Sehnde und Umgebung die heutige Gemeinnützige Wohnungsbaugenossenschaft Hannover-Ost e.G.
Seit dem Wechsel im Vorstand im Jahr 2005 trat die Wobau mit neuem Firmenlogo, einer eigenen Homepage und einer Neuausrichtung der Genossenschafts-Ziele auf. Diese umfassten vor allem bauliche Maßnahmen an bestehenden Alt- und Neubauten, insbesondere wurde kleine Wohnungen zu familienfreundlichen Einheiten zusammengelegt und dem allgemeinen Wohnstandard angepasst. Fester Bestandteil der Philosophie der Wobau blieb der Gemeinschaftssinn und der Sinn für die Nachbarschaft.
Um 2012 hatte die Wohnungsbaugenossenschaft Hannover-Ost mit Sitz in dem ehemaligen Gebäude der Deutschen Bundespost in der Lange Straße 1 mehr als 1000 Mitglieder sowie rund 420 Wohnungen.

## Medienecho (Auswahl)
- Conrad von Meding:  Verdacht: Steuerhinterziehung, Untreue und Betrug Genossenschaft feuert Chefs. In dem Konflikt in der Wohnungsgenossenschaft WoBau Hannover-Ost hat jetzt die Mitgliederversammlung ihrem Aufsichtsrat mit großer Mehrheit den Rücken gestärkt und beide Vorstandsmitglieder geschasst. Im Raum stehen die Vorwürfe Steuerhinterziehung, Untreue und Betrug. In: Hannoversche Allgemeine Zeitung (HAZ) vom 25. Juni 2013, aktualisiert am 27. Juni 2013; online-Ausgabe
- Conrad von Meding: Misburger WoBau / Bei Wohnungsgenossen kehrt Ruhe ein / Im seit fast zwei Jahre schwelenden Streit um die Vorstände der Misburger Wohnungsgenossenschaft Hannover-Ost (WoBau) hat die Staatsanwaltschaft die Ermittlungen eingestellt. Nichts deute auf Untreue und Betrug hin, heißt es zur Begründung. In: HAZ. vom 15. August 2014, aktualisiert am 18. August 2014; online-Ausgabe